# Trematocranus placodon
Trematocranus placodon es una especie de peces de la familia Cichlidae en el orden de los Perciformes.

## Morfología
Los machos pueden llegar alcanzar los 25 cm de longitud total.

## Etimología
Trematocranus , proviene del griego antiguo, « trematos τρῆμα / trêma = agujero, y kranion ; κρᾱνῐ́ον /  krāníon = cráneo »
y « placodontia , dientes de tabletas  »

## Dimorfismo sexual
Los machos adultos son ligeramente más grandes y mucho más coloridos que las hembras.

## Hábitat
Es una especie de clima tropical que vive entre 24 °C-26 °C de temperatura y que vive hasta los 32 m de profundidad. 

## Alimentación
Come principalmente gasterópodos (incluyendo Gabiella stanleyi , especie común en las  hojas de Vallisneria ).

## Distribución geográfica
Se encuentran en África: lago Malawi, río Shire y lago Malombe.  